# Parafia św. Dymitra w Żerczycach
Parafia św. Dymitra – parafia prawosławna w Żerczycach, w dekanacie Siemiatycze diecezji warszawsko-bielskiej.
Na terenie parafii funkcjonują 2 cerkwie i 1 kaplica:
- cerkiew św. Dymitra w Żerczycach – parafialna
- cerkiew św. Michała Archanioła w Żurobicach – filialna
- kaplica Świętych Wiery, Nadziei, Luby i matki ich Zofii w Żerczycach – na terenie parafialnego cmentarza

## Historia
Datę powstania cerkwi w Żerczycach niektórzy wyznaczają nawet na rok 1001 (13 lat po chrzcie Rusi), jednak zachowane źródła pisane pochodzą dopiero z 1551. W obecnej cerkwi parafialnej znajduje się tablica z wykazem proboszczów od 1493, jednak zawarte tam informacje nie są w pełni wiarygodne. Po pomiarze włócznej (1560) parafia posiadała dwie włóki ziemi, należały do niej wsie Moszczona, Zabłocie, Zalesie i same Żerczyce. W 1654 odnotowano objawienie się Tichwińskiej Ikony Matki Bożej, przywiezionej przez mnichów z Wilna. Cerkiew, w której umieszczono ikonę, spłonęła w 1660. W 1662 wzniesiono nową świątynię, ufundowaną przez kniahinię Helenę Połubińską. Cerkiew ta również spłonęła wraz z wyposażeniem w początkach XVIII w., a na jej miejscu wzniesiono niewielki budynek kryty słomą. W notatkach z wizytacji parafii z 1726 czytamy: „Cerkiew sama po spaleniu dobrey Malutką szopkę postawiono y słomą pokryto, z wierzchu krzyżyk żelazny”. Z dalszego opisu wynika, że również Tichwińska ikona Matki Bożej uległa zniszczeniu (nie ma jednak pewności czy chodzi o ikonę przywiezioną w 1654, czy o późniejszą kopię). Kolejną cerkiew wzniesiono około 1729, do której sprowadzono kolejną kopię ikony Tichwińskiej. W zapiskach z wizyty generalnej w 1789 można przeczytać: „pod tytułem Demetryusza męczennika w kollacyi JK Mci we wsi Żerczycach. Sytuowana z drzewa wybudowana w lisice wziętay okozuchowana tarcicami z zewnątrz na posłodze z dylów rżniętych potrzebujących reparacyi i pułapie dobrym z Tarcic, gontami pokryta kopułą i krzyżem żelaznym, częścią blachą dobita...”. Dalszy zapis wspomina o ikonie i zdobiących ją wotach. Ikona ta przetrwała do 1944.
Po likwidacji unii na Białostocczyźnie i przyłączeniu parafii do Kościoła prawosławnego, liczba parafian przekraczała 1000 osób (w 1847 r. – 1026). 25 maja 1872 poświęcono nowo zbudowaną, murowaną cerkiew (wraz z dzwonnicą) według projektu Leonarda Krzyżanowskiego. Rok później wzniesiono kaplicę cmentarną pod wezwaniem Świętych Wiery Nadziei, Luby i matki ich Zofii, do budowy której wykorzystano materiał ze starej cerkwi parafialnej. W 1878 do parafii należało 1440 osób. W latach 80. XIX w. na terenie parafii zorganizowano szkolnictwo cerkiewne – powstały szkoły gramoty w Zalesiu, Moszczenie, Pakaniewie i Zabłociu. Liczba parafian stale wzrastała i w ostatnich latach XIX w. wynosiła prawie 1900 wiernych, a na początku XX w. przekroczyła 2000. W 1900 parafia (dołączona do eparchii grodzieńskiej i brzeskiej) prowadziła 6 szkół (w tym jedną cerkiewno-parafialną) i obejmowała wsie: Żerczyce, Grabarka, Moszczona, Pokaniewo, Sokóle, Sycze, Wakułowicze, Sumin-Wólka, Zabłocie i Zalesie.
W czasie I wojny światowej większość parafian udała się na bieżeństwo. Po odzyskaniu przez Polskę niepodległości i powrocie wiernych, wspólnota żerczycka nie otrzymała statusu parafii i została przyłączona do parafii św. Barbary w Milejczycach. W 1928 wiernych dołączono do reaktywowanej parafii Narodzenia Bogurodzicy w Rogaczach. Ziemię należąca uprzednio do parafii w Żerczycach przejął Zarząd Dyrekcji Lasów Państwowych w Siedlcach. Troska o utrzymanie cerkwi spoczywała wyłącznie na wiernych. Mimo niekorzystnych warunków dla tzw. „nieetatowych parafii” (brak ziemi, budynków pomocniczych) życie religijne skupiało się przy świątyniach (w 1929 konsekrowano cerkiew cmentarną, wzniesioną w 1873); działały nawet dwa bractwa: męskie św. Dymitra Sołuńskiego i żeńskie św. Marii Magdaleny. Taka sytuacja trwała aż do wybuchu II wojny światowej.
Parafia ponownie uzyskała samodzielność w 1940. Mimo trudnego okresu okupacji – początkowo radzieckiej, później niemieckiej – udało się wyremontować cerkiew i odbudować budynki parafialne. Jednak już 22 lipca 1944 (kiedy Żerczyce znalazły się na linii frontu) wieś została zbombardowana, a cerkiew parafialna i sąsiadujące z nią budynki uległy całkowitemu zniszczeniu. Ocalała kaplica cmentarna, wokół której skupiło się życie religijne parafii.
Bezpośrednio po wojnie, w wyniku akcji repatriacyjnych wielu parafian zmuszono do wyjazdu do Białoruskiej SRR. W wyniku utworzenia w 1947 monasteru żeńskiego na Świętej Górze Grabarce, odłączono od parafii żerczyckiej 2 wsie (Grabarkę i Wakułowicze), które weszły w skład nowej, przyklasztornej parafii. W 1951 parafia liczyła 1331 wiernych, zamieszkałych w 275 domach. Odbudowano cerkiew parafialną, którą konsekrowano 10 lipca 1951. Świątynia stopniowo wzbogacała się o różne dary rzeczowe (m.in. sprowadzono kopię Tichwińskiej Ikony Matki Bożej), wzniesiono okazałą bramę cerkiewną, plebanię zmodernizowano, a posesję ogrodzono parkanem z cegły.
Obecnie do parafii należą wsie: Żerczyce, Augustynka, Hornowszczyzna, Moszczona Pańska, Nurzec-Stacja, Sokóle, Zabłocie, Zalesie i Żurobice (gdzie znajduje się cerkiew filialna św. Michała Archanioła).
Główne święta parafialne: św. Dymitra (24 października/8 listopada), Tichwińskiej Ikony Matki Bożej (ostatnia niedziela przed 29 czerwca/12 lipca), św. Apostoła Jana Teologa (21 września/4 października) oraz św. Michała Archanioła (8/21 listopada).

### Historia filii i cerkwi w Żurobicach
Istnienie cerkwi w Żurobicach potwierdzone jest nadaniem w 1560 r. jej dwóch włók ziemi wolnej od opłat. W tym czasie do samodzielnej parafii żurobickiej należały wsie: Choroszczewo, Jasionówka, Hornowo, Lubiejki i Żurobice. Kolejna pisemna wzmianka o cerkwi w Żurobicach pochodzi z 25 listopada 1644. W 1662 powstała nowa cerkiew, ufundowana przez księżnę moskiewską (która na uposażenie przekazała 2 włóki gruntu). Ówczesną żurobicką parafię tworzyły wsie: Żurobice (56 domów, 245 osób), Lubiejki (4 domy, 20 osób), Hornowo (1 dom, 8 osób), Wałki (9 domów, 44 osoby), Choroszczewo (9 domów, 39 osób) i Jasionówka (1 dom, 3 osoby).
Cerkiew w Żurobicach, jak podaje źródło drukowane, była usytuowana na południe od zabudowań wsi i została przeniesiona na nowe miejsce. Zbudowana w 1805 (1809?); od 1845 znajduje się na cmentarzu. W 1847 do parafii należało 409 osób. W 1864 odremontowano cerkiew, a w 1867 znajdujący się w pobliskich Dziadkowicach kościół katolicki zamieniono na filialną świątynię prawosławną (którą, po umieszczeniu ikonostasu, konsekrowano pod wezwaniem Świętej Trójcy). W 1870 utworzono parafię dziadkowicko-żurobicką (w dekanacie drohiczyńskim), obejmującą wsie: Żurobice, Hornowo, Malewicze, Horoszczewo, Wałki i Lubiejki. Po 1880 cerkwie w Dziadkowicach i filialna w Żurobicach były remontowane i wyposażone w różne utensylia. W 1882 w parafii ustanowiono lokalne święto ku czci Rudnieńskiej Ikony Matki Bożej (12 października). Cerkiew w Dziadkowicach, po ukończeniu remontu, konsekrowano 21 maja 1884.
Na początku XX w. parafia liczyła około 800 wiernych. Cerkiew dziadkowicka była bogato wyposażona, a żurobicka otrzymała odrestaurowany ikonostas i rzeźbiony, pozłacany kiot dla Rudnieńskiej Ikony Matki Bożej.
Działalność parafii przerwała I wojna światowa i udanie się parafian na bieżeństwo. Po odzyskaniu przez Polskę niepodległości, parafię zlikwidowano, a świątynię dziadkowicką zwrócono w 1919 rzymskim katolikom (obecnie jest to kościół parafialny Świętej Trójcy). Powracająca z bieżeństwa ludność organizowała życie religijne przy cerkwi św. Michała Archanioła w Żurobicach. Wspólnota była pod opieką duchownych z pobliskich parafii. Po II wojnie światowej, w wyniku przymusowych przesiedleń ludności białoruskiej do ZSRR, liczba prawosławnych w Żurobicach uległa zmniejszeniu. Mimo to cerkiew (wraz z całym wyposażeniem) utrzymywana jest w dobrym stanie. W 1953 nad wejściem do świątyni dobudowano dzwonnicę; ogrodzono też cmentarz.

## Wykaz proboszczów
- 1935–1989 – ks. Eugeniusz Pańko
- od 1990 – ks. Wiaczesław Domaracki

## Galeria

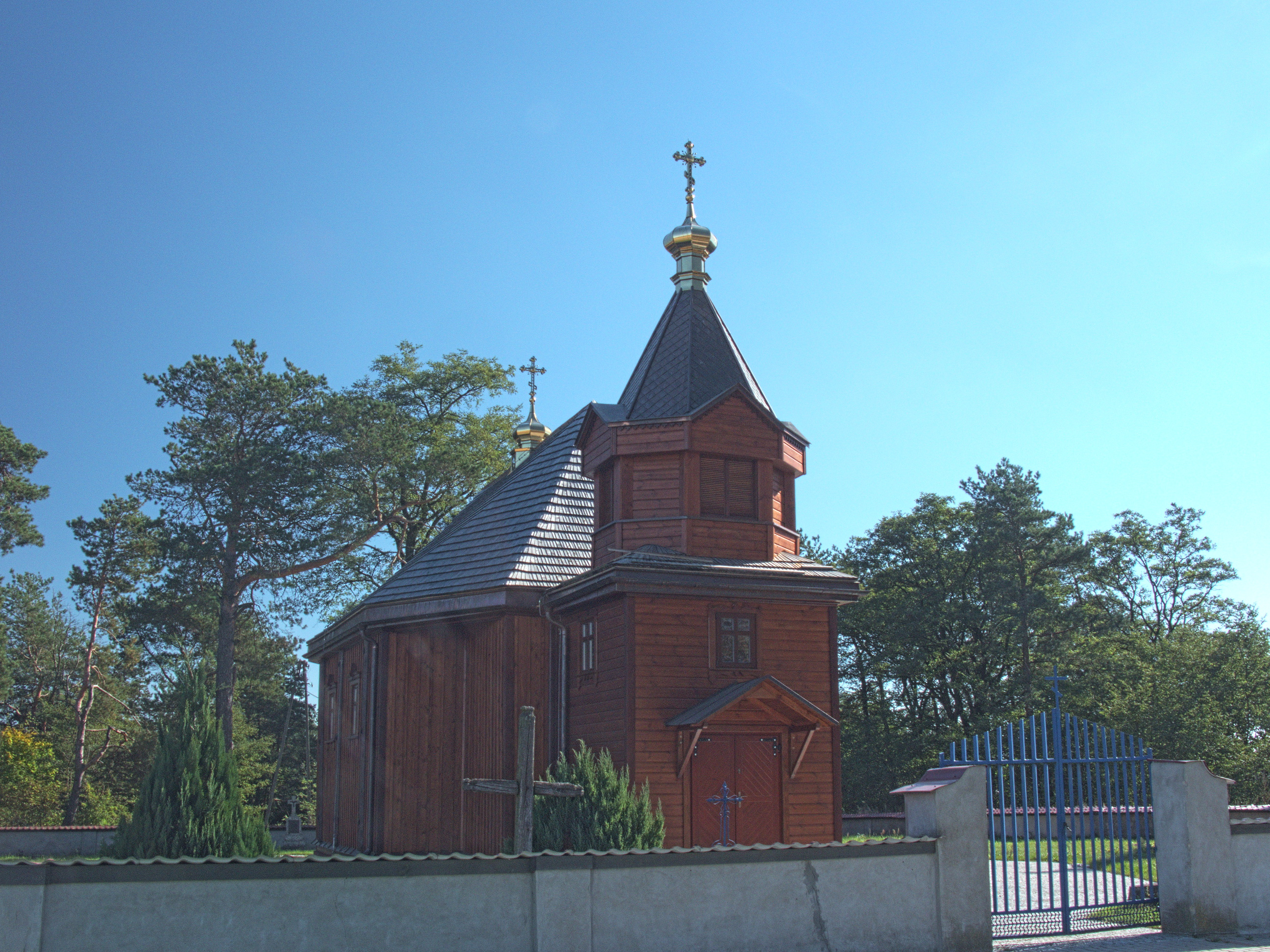
Cerkiew filialna św. Michała Archanioła w Żurobicach
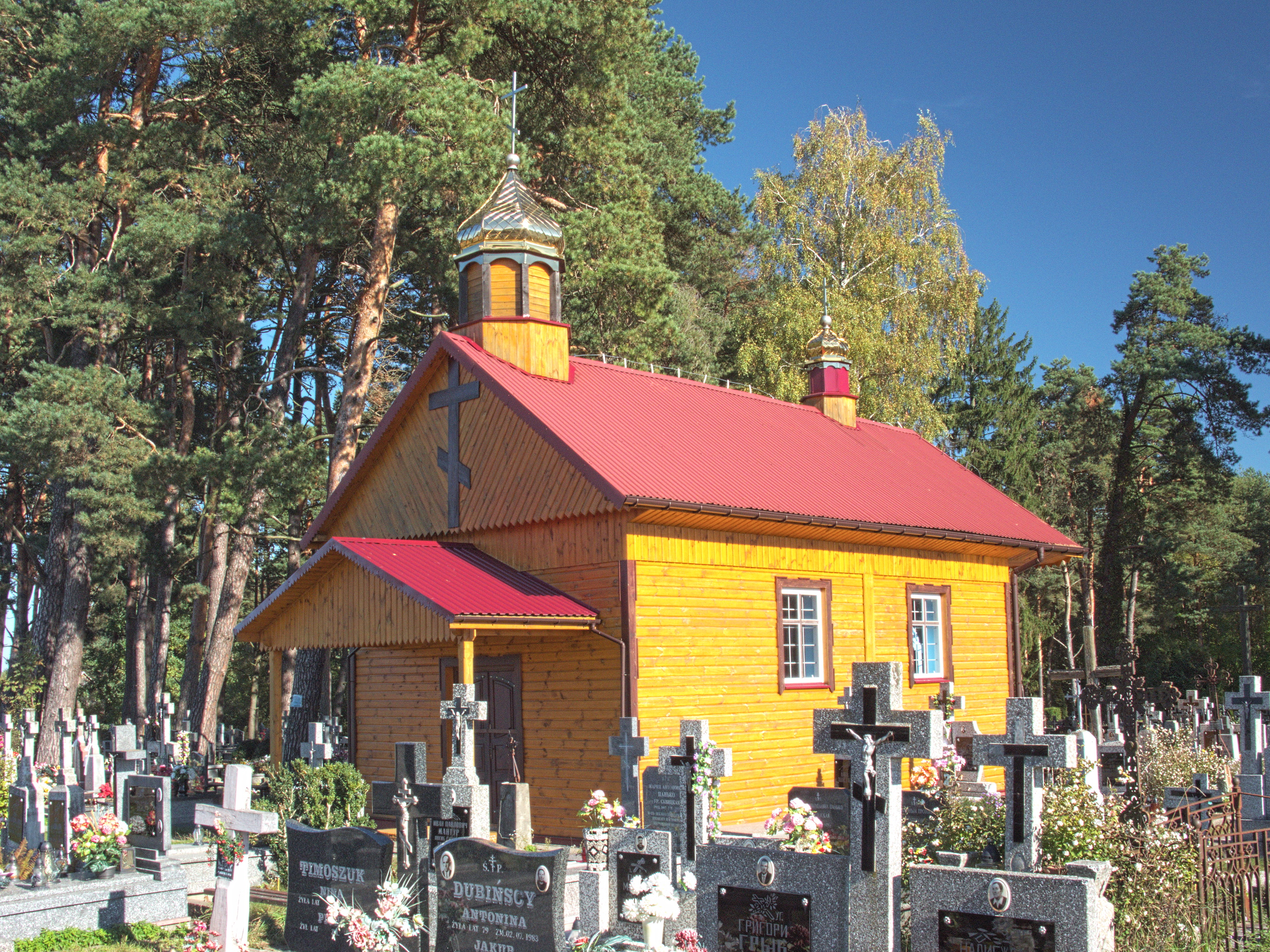
Kaplica cmentarna Świętych Wiery, Nadziei, Luby i matki ich Zofii w Żerczycach